# Wirczyk
Wirczyk (Vorticella) – rodzaj organizmów należących do typu orzęsków. Do rodzaju tego należą gatunki podobne kształtem do odwróconego dzwonu. Wirczyki występują w wodach słodkich i słonych. Osiągają wielkość 50 μm - 200 μm bez nóżki. Przyczepiają się do podłoża za pomocą długiej kurczliwej nóżki. Posiadają rzęski, za pomocą których mogą się poruszać lub naganiać pokarm. Wirczyki są drapieżnikami, odżywiają się glonami i bakteriami. Mogą prowadzić osiadły tryb życia na powierzchni roślin i zwierząt (np. larw ważek).
Wirczyk posiada dwa jądra komórkowe: makronukleus i mikronukleus.
Wirczyk nie ma ściany komórkowej. Jego ciało otacza wyłącznie błona komórkowa zwana pellikulą, widoczne są poprzeczne bruzdy; rzęski występują tylko w wieńcu okołogębowym - zewnętrzny pas rzęsek nazywamy haplokinetą, wewnętrzny natomiast polykinetą. Posiada także wodniczki tętniące, cytopyge, wodniczki pokarmowe. Pod cytoplazmą znajdują się pęczki włókien kurczliwych. 

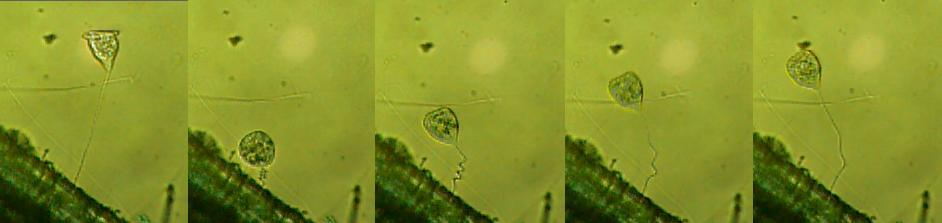
Wirczyk w ruchu

Wirczyk rozmnaża się przez poprzeczny podział komórki. Zachodzi u niego również proces koniugacji, czyli wymiany materiału genetycznego pomiędzy osobnikami.
Rodzaj wirczyk liczy ok. 100 gatunków.
Do tego rodzaju między innymi należą następujące gatunki:
- Vorticella aequilata (Kahl, 1931)[2]
- Vorticella alba (Fromentel, 1874)[2]
- Vorticella alpestris
- Vorticella amphiurae
- Vorticella anastatica
- Vorticella annulata
- Vorticella anomala
- Vorticella aquadulcis (Foissner et al., 1992)[2]
- Vorticella astyliformis (Foissner, 1981)[2]
- Vorticella auriculata (O. F. Muller, 1773)
- Vorticella aurita (O. F. Muller, 1786)
- Vorticella brevistyla (D'Udekem, 1864)
- Vorticella campanula
- Vorticella citrina
- Vorticella communis
- Wirczyk konwaliowaty[3] (Vorticella convallaria)
- Vorticella marina
- Vorticella microstoma
- Vorticella monilata
- Vorticella patellina
- Vorticella similis
- Vorticella sphaerica
- Vorticella striata
- Vorticella submicrostoma
- Vorticella utriculus